# Патерос (Вашингтон)
Патерос (англ. Pateros) — місто (англ. city) в США, в окрузі Оканоган штату Вашингтон. Населення — 667 осіб (2010).

## Географія
Патерос розташований за координатами 48°3′20″ пн. ш. 119°54′0″ зх. д. / 48.05556° пн. ш. 119.90000° зх. д. (48.055515, -119.900084).  За даними Бюро перепису населення США в 2010 році місто мало площу 1,27 км², уся площа — суходіл. В 2017 році площа становила 1,82 км², з яких 1,31 км² — суходіл та 0,51 км² — водойми.

## Демографія
Згідно з переписом 2010 року, у місті мешкало 667 осіб у 238 домогосподарствах у складі 162 родин. Густота населення становила 525 осіб/км².  Було 276 помешкань (217/км²).
Расовий склад населення:
| - 76,9 % — білих - 3,1 % — корінних американців - 0,1 % — чорних або афроамериканців - 17,2 % — осіб інших рас |

До двох чи більше рас належало 2,5 %. Частка іспаномовних становила 37,8 % від усіх жителів.
За віковим діапазоном населення розподілялося таким чином: 30,6 % — особи молодші 18 років, 58,0 % — особи у віці 18—64 років, 11,4 % — особи у віці 65 років та старші. Медіана віку мешканця становила 33,9 року. На 100 осіб жіночої статі у місті припадало 107,8 чоловіків;  на 100 жінок у віці від 18 років та старших — 99,6 чоловіків також старших 18 років.
Середній дохід на одне домашнє господарство  становив 50 134 долари США (медіана — 39 375), а середній дохід на одну сім'ю — 56 080 доларів (медіана — 44 286). За межею бідності перебувало 20,8 % осіб, у тому числі 21,3 % дітей у віці до 18 років та 10,7 % осіб у віці 65 років та старших.
Цивільне працевлаштоване населення становило 307 осіб. Основні галузі зайнятості: освіта, охорона здоров'я та соціальна допомога — 32,9 %, сільське господарство, лісництво, риболовля — 22,8 %, мистецтво, розваги та відпочинок — 11,7 %, роздрібна торгівля — 8,1 %.